# Enganyapastors bigotut
L'enganyapastors bigotut (Eurostopodus mystacalis) és una espècie d'ocell de la família dels caprimúlgids (Caprimulgidae) que habita els boscos de l'est d'Austràlia i Nova Guinea oriental.

## Taxonomia
Ha estat considerada la subespècie nominal d'una espècie que inclouria també exul i nigripennis. Aquestes últimes però s'han separat com a espècies diferents arran les publicacions de Cleere (2010) i Dutson (2012)